# بيتر كاين
بيتر كاين (بالإنجليزية: Peter Kane)‏ هو ساحر استعراضي بريطاني، ولد في 1938 في إنجلترا في المملكة المتحدة، وتوفي في 18 مارس 2004.